# كأس ألبانيا 1972–73
كأس ألبانيا 1972–73 (بالألبانية: Kupa e Republikës 1972-73‏) هو موسم من كأس ألبانيا. أشرف على تنظيمه اتحاد ألبانيا لكرة القدم، وفاز فيه بارتيزاني تيرانا.